# Minette (Erz)

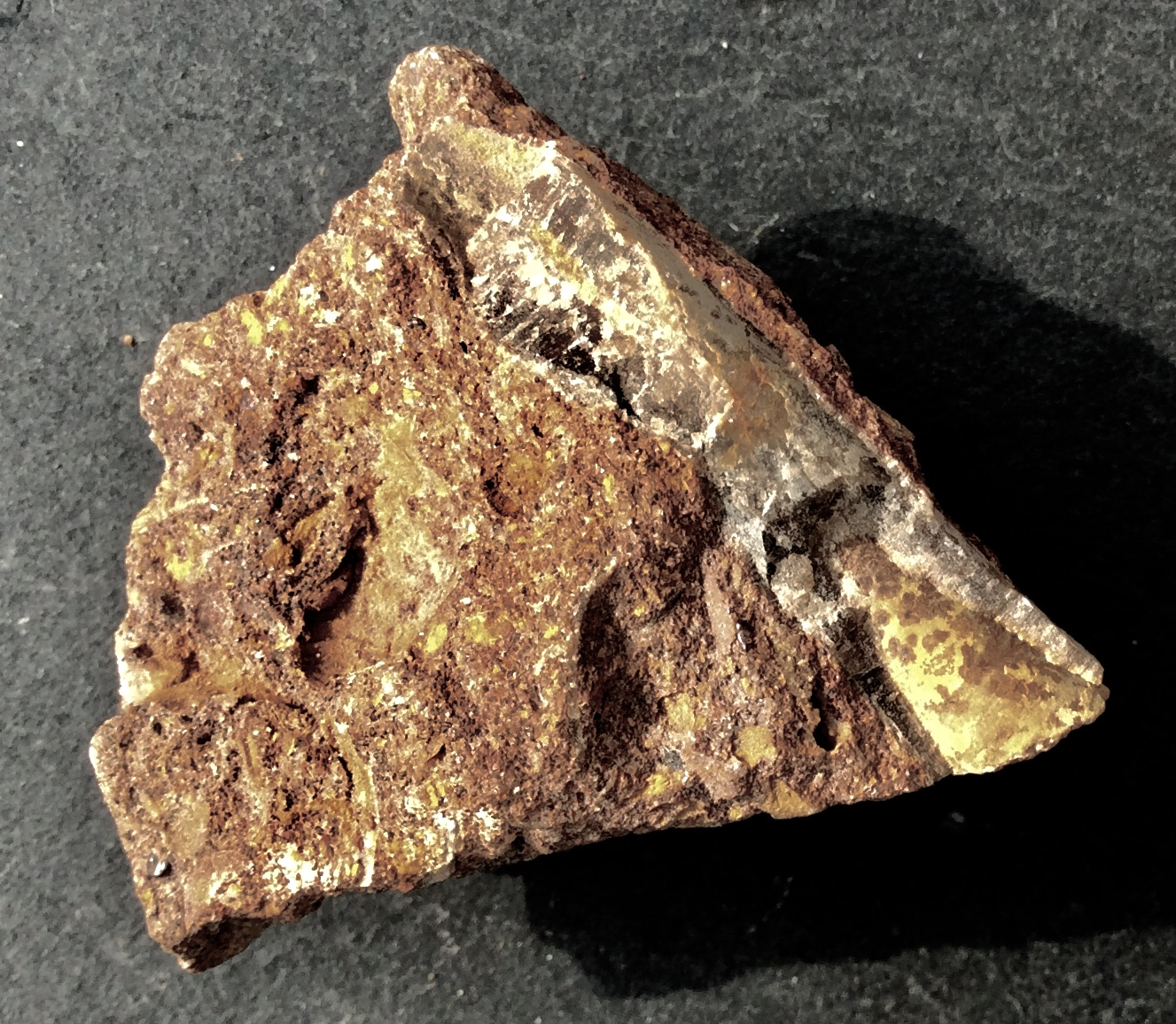
Minetteeisenerz mit Fragment eines Belemniten (Rümelingen, Luxemburg)

Die Minette ist ein Eisenerz sedimentären Ursprungs, das im oberen Unterjura und unteren Mitteljura im äußersten Süden Luxemburgs und in Lothringen zur Ablagerung kam. Minette hat einen verhältnismäßig geringen Eisengehalt von 28 bis 34 %. Die Lagerstätte westlich der Mosel dürfte eines der bedeutendsten Eisenerzvorkommen der Erde sein; die Reserven wurden auf sechs Milliarden Tonnen Erz geschätzt mit einem Eisengehalt von rund zwei Milliarden Tonnen.

## Etymologie
Minette ist ein Begriff aus dem Sprachschatz französischer Bergleute. Das Diminutiv zu la mine und bedeutet so viel wie «kleine Zeche» oder auch «kleiner Erzgang».
Der Begriff Minette wird in der Geologie auch für ein magmatisches Gestein verwendet, das Ganggestein Minette.

## Beschreibung
Die Minette ist ein bräunliches Eisenoolitherz mit einem Kieselsäuregehalt von über 20 %. Die Ooide, winzige, konzentrisch-lagig aufgebaute Kügelchen, bestehen aus Limonit (Brauneisenstein) und werden von einem karbonatreichen Zement zusammengehalten (hoher Kalkgehalt von 5 bis 20 %). Sie wurden als schräg- und auch feingeschichtete Sandkörper zusammen mit Quarz und Muschelschill unter flachmarinen Bedingungen abgesetzt. Die Sedimentgefüge lassen auf Strömungstransport und Wellenbewegung schließen. Die Korngrößen der Ooide nehmen zum Hangenden hin zu, was als allmähliche Regression der damaligen Flachsee zu deuten ist. Diagenetisch bildeten sich Kalkkonkretionen und Fe2+- Minerale wie Chlorit (Leptochlorite), Pyrit, Siderit sowie untergeordnet Berthierit und Thuringit. Es entstand außerdem Apatit, wodurch die Minette einen recht hohen Phosphorgehalt von 0,5 bis 1,0 % aufweist.

## Geologischer Überblick
Im Lias erfolgte eine Transgression über das tief erodierte variszische Grundgebirge des Rheinischen Schiefergebirges, der Vindelizischen Schwelle und des Böhmischen Massivs. Im Gebiet Lothringens (südliches Luxemburg und Ostfrankreich) entstand während des Zeitabschnitts Toarcium bis Aalenium zwischen dem Rheinischen Schiefergebirge im Norden und den Vogesen/Schwarzwald im Süden eine recht flache Meeresbucht, der so genannte Golf von Lothringen. In diesem flachmarinen, von starken Strömungen durchzogenen Sedimentationsraum kamen die Minetteooide in relativer Küstennähe zur Ablagerung.
Die Eisenerze sind jetzt als zwölf Flözlagen in den Jurasedimenten enthalten, deren Mächtigkeit zwei bis drei, maximal neun Meter beträgt. Ihre Sedimentation erfolgte im Hangenden einer sich vergröbernden und allmählich flach fallenden Megasequenz. In ihrer Ausprägung ähneln die Minettesedimente sehr stark den ordovizischen Eisenerzen des Clinton-Typus. Die Flöze treten am Westhang des Moseltals zwischen Metz und Thionville zu Tage; sie fallen nach Süden und Westen mit ein bis zwei Grad ein. Dieses Vorkommen setzt sich bis in den Süden Luxemburgs fort. Ein weiteres Vorkommen mit geringerem Eisengehalt befindet sich im nördlichen und westlichen Umland von Nancy.
Die Bildung ähnlicher Eisenerze fand zur gleichen Zeit in vielen Bereichen des europäischen Jurameeres statt. So wurden zum Beispiel in Süddeutschland und der Schweiz etwa zeitgleich die Doggererze abgelagert.
Bei Ougney-Douvot im französischen Département Jura sowie bei Change-Mazeney westlich von Chagny im Département Saône-et-Loire kamen ähnliche Erzablagerungen bereits im älteren Hettangium zur Ausbildung. Diese hettangischen Erze wurden dort bis zum Jahr 1921 abgebaut, die Gesamtproduktion belief sich dabei auf 7,33 Millionen Tonnen.

## Geschichte
Der hohe Phosphorgehalt der Minette schränkte ihre Verwendung ein. Erst nach Einführung des Thomas-Verfahrens (patentiert 1877) begann der industrielle Abbau.
Nach dem Deutsch-Französischen Krieg von 1870/71 fielen Teile Lothringens an das Deutsche Reich. Dabei wurde die Grenze so festgelegt, dass große Teile des bekannten Minettevorkommens im nunmehr deutschen Elsaß-Lothringen lagen. Hierfür hatte sich unter anderem der Geologe Wilhelm Hauchecorne eingesetzt, der Mitglied der Grenzregulierungskommission war, aber auch August Thyssen. Obwohl die deutschen Behörden erheblich mehr Bergbaukonzessionen erteilten als zuvor die französischen, steigerte sich die Erzförderung bis 1879 kaum. Dies änderte sich ab den 1880er Jahren, unter anderem durch die bessere Erschließung des Minettegebiets durch Eisenbahnen und den Bau einer Eisenbahnstrecke von Diedenhofen nach Völklingen, die ab 1883 eine direkte Verbindung ins saarländische Industrierevier ermöglichte. Bohrungen in den 1880er Jahren ergaben, dass sich die Minettevorkommen weiter nach Westen erstreckten als bislang angenommen und dabei mit zunehmender Tiefe an Mächtigkeit und Eisengehalt zunahmen. Bis 1909 entstanden im französischen Teil Lothringens, dem Département Meurthe-et-Moselle, insbesondere im Becken von Briey, 16 Bergwerke, die Minette im Schachtbetrieb förderten. 1913 betrug die jährliche Förderung 43 Millionen Tonnen, 21 Millionen Tonnen im Reichsland und 22 Millionen Tonnen im Département Meurthe-et-Moselle.
Nach dem Ersten Weltkrieg gehörte ganz Lothringen wieder zu Frankreich. Die jährliche Förderung erreichte 1929 mit 48 Millionen Tonnen einen vorläufigen Höhepunkt. Lothringen war zeitweise hinter den Vereinigten Staaten international der zweitgrößte Erzförderer. Der Höhepunkt in der Erzförderung wurde mit 62 Millionen Tonnen in Frankreich und 6 Millionen Tonnen in Luxemburg im Jahr 1960 erreicht. Mittlerweile dürften nach fast 150-jährigem Erzabbau insgesamt zirka 3 Milliarden Tonnen Erz gefördert worden sein. Der relativ niedrige Eisengehalt führte jedoch dazu, dass lothringisches Minette-Erz sukzessive durch höher konzentrierte Importerze (mit einem Eisengehalt um 60 %) ersetzt wurde. Als Folge wurden dann mehr und mehr Bergwerke stillgelegt. Die letzte Zeche in Luxemburg (Differdingen) schloss 1981, die letzte französische bei Audun-le-Tiche im Département Moselle 1997.

## Entstehung und Herkunft des Eisens
Eine mögliche Deutung ist die Entstehung im Rahmen der Verwitterung von Tropenböden unter lateritischen Bedingungen. Siehl & Thein (1978) interpretieren die Ooide als flachmarine Umwandlung aus dem Eisenhydroxid Goethit. Sie wurden danach erneut erodiert, in tiefere Beckenbereiche abtransportiert und als geologische Seifenablagerungen im flachen Schelfbereich durch mehrfache Gezeitenströme umgelagert, sortiert und konzentriert (Akkumulation). In der daran anschließenden Diagenese unter reduzierenden Bedingungen wurde der Goethit zu Chamosit, Magnetit, Pyrit und Siderit umgewandelt. Das Modell erklärt Herkunft und Transport des Eisens auf aktualistische Weise und steht im Einklang mit geochemischen Gemeinsamkeiten von Lateriten und Minette-Erzen.
Daneben wird auch eine authigene, biogene Ooidbildung im Stillwasserbereich mittels Myzelmatten in Erwägung gezogen. Die Mikrobiozönosen fungieren hierbei als Katalysatoren und Metallfallen.